# لوي نان
كان لوي برودي نان (8 مارس 1924-29 يناير 2004) سياسي أمريكي شغل منصب الحاكم الثاني والخمسين لولاية كنتاكي . انتخب عام 1967 ، وكان الجمهوري الوحيد الذي شغل المنصب بين نهاية ولاية سيميون ويليس في عام 1947 وانتخاب إرني فليتشر في عام 2003.
بعد تقديم الخدمة غير القتالية في الحرب العالمية الثانية وتخرجه من كلية الحقوق ، دخل نان السياسة المحلية ، وأصبح أول قاضي مقاطعة جمهوري في تاريخ مقاطعة بارين ، كنتاكي . عمل في حملات المرشحين الجمهوريين لمنصب وطني ، بما في ذلك جون شيرمان كوبر ، وثروستون مورتون ، ودوايت دي أيزنهاور . كان المرشح الجمهوري لمنصب الحاكم في عام 1963 لكنه خسر في نهاية المطاف انتخابات للديمقراطي نيد بريثيت . أصبح الأمر التنفيذي الذي وقعه الحاكم بيرت ت. كومبس الذي ألغى الفصل بين الخدمات العامة في كنتاكي قضية رئيسية في الحملة. تعهد لوي نان بإلغاء الأمر إذا تم انتخابه ، بينما وعد بريثيت بمواصلة الأمر.